# Porte-greffe Malling
Pour les articles homonymes, voir Malling (homonymie).

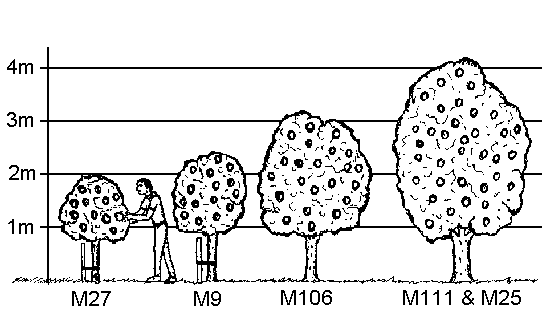
Pour un cultivar moyennement vigoureux,
hauteur du pommier selon le porte-greffe utilisé

Les porte-greffe Malling aussi appelés "Malling series" sont une célèbre gamme de porte-greffe pour pommier commun qui doit son nom à la East Malling Research Station en Angleterre où ils ont été développés.
C'est un ensemble de facteurs (type de sol, vigueur du greffon et choix du porte-greffe) qui donnera un arbre de la hauteur désirée.

## Histoire
L'utilisation de porte-greffe pour contrôler la taille des pommiers date de plus de 2000 ans. Les porte-greffes nains ont été probablement découverts par hasard en Asie. Alexandre le Grand en envoya des spécimens en Grèce, à son maître Aristote qui les cultiva au Lyceum.
Les pommiers nains sont mentionnés pendant la dynastie Song en Chine (du XIe au XIIIe siècle). À l'origine, la propagation se faisait en entaillant les racines afin de provoquer l'émission de drageons. Les pommiers nains se répandirent d'abord dans les jardins pour leur avantage ornemental et leur nouveauté. Ils étaient donc souvent formés en pyramide, treillis ou espalier.
Les porte-greffes de pommiers les plus utilisés actuellement dans le monde proviennent principalement d'Europe. Entre le XVIe et le XIXe siècle, les horticulteurs donnaient des noms aux porte-greffes. On parlait à cette époque des variétés "Paradis" (ou "Paradis Français") ou "Doucin" (ou "Paradis anglais"), le premier étant plus nanifiant que le second. Toutefois, ces variétés n'étaient pas bien contrôlées. De nombreux nouveaux porte-greffes sont apparus sous ces mêmes noms dont certains avaient subi des mutations génétiques ou des virus. À la fin du XIXe siècle, un auteur décrivit 14 types de pommier Paradis. Ceci poussa le centre de recherches de East Malling à réunir ces spécimens pour déterminer leur "identité". Ils conclurent qu'il y avait de nombreux spécimens non conformes à leur appellation.
En 1912, Ronald Hatton commença un travail de classification, de test et de standardisation de tous les porte-greffes de pommiers utilisés en Europe sous divers noms depuis parfois plusieurs centaines d'années.
La première série fut renommée en numérotant chaque type comme suit : 
| Porte-greffe | Origines et commentaires | Vigueur - Résistances | Formes - Dimensions | Récolte après                                    |
| ------------ | --- | --- | --- | ------------------------------------------------ |
| M.I (M.1)    | anciennement "Paradis anglais à larges feuilles" | vigoureux | Gobelet, basse tige | -                                                |
| M.II (M.2)   | anciennement "Doucin de Fontenay" ("English Paradise"). A longtemps été considéré comme un porte-greffe passe-partout mais au comportement irrégulier (ou trop vigoureux ou trop faible). Affinité médiocre avec Gravenstein et Starking Delicious.                                                                      | vigoureux. Vit environ 50 ans. Sensible au puceron lanigère, aux terrains humides ou asphyxiants. Bonne reprise de l'écusson. | Gobelet, basse tige et palmette. | 5 ans                                            |
| M.III (M.3)  | Holly leaf of Malling | semi-nain, très susceptible au feu bactérien. | - | -                                                |
| M.IV (M.4)   | anciennement "Doucin jaune de Holstein". Appareil racinaire superficiel souffrant de la sécheresse et drageonneant. | vigueur moyenne. Supporte assez mal les terres lourdes et humides. | - | -                                                |
| M.V (M.5)    | anciennement "Doucin amélioré" (Improved doucin) | vigoureux | - | -                                                |
| M.VI (M.6)   | anciennement "River's nonsuch paradise" | très vigoureux | - | -                                                |
| M.VII (M.7)  | anciennement "Doucin Reinette" ou "Doucin vert", créé vers 1688 en France. Produit des racines puissantes ayant tendance à drageonner. Conseillé pour les variétés faibles ou de type Spur (lambourde se dit "spur" en anglais) mais pas pour les variétés vigoureuses comme Granny Smith ou Gravenstein.                | semi-nain. Deux fois plus grand que M9. S'adapte bien aux terres lourdes. Résistant à l'asphyxie racinaire, au froid et à la sécheresse, il est sensible au chancre et à la pourriture du collet. Idéal pour sol pauvre ou pour des vergers moins intensifs. | Petit gobelet à entre-nœuds courts avec formation de lambourdes abondantes. | -                                                |
| M.VIII (M.8) | anciennement "french paradise" ou "Clarke dwarf" | nain, sujet au chancre et à la tavelure, très peu résistant au froid. | - | -                                                |
| M.IX (M.9)   | anciennement "Pommier Paradis Jaune de Metz" (PAJAM). Issu d'un semis chanceux en France en 1828. Trois variantes plus productives sont répandues : PAJAM 1 (10 % moins vigoureuse, à utiliser pour les variétés vigoureuses comme Fuji ou Gala), PAJAM 2 (10 % plus vigoureuse, pour variété à faible vigueur) et T337. | Nain. Très répandu en France, en Italie et en Allemagne. Système racinaire faible nécessitant un tuteurage individuel et ayant l'inconvénient d'attirer les rongeurs tel lapins, lièvres mulots et campagnols.                                               | Petit arbre au port chétif et étalé à durée de vie courte (environ 25 ans). Résistant au froid et à la pourriture du collet (phytophthora) mais sensible aux terrains trop secs ou trop lourds (mal drainé), au feu bactérien et à l'oïdium. Il a également tendance à drageonner, est vulnérable au puceron lanigère du pommier et forme facilement des broussins. | 4 ans. Nombreux fruits gros colorés et précoces. |

Le M9 d'origine (Jaune de Metz) n'est quasi plus utilisé et remplacé par le B9 et les Geneva G11 ou G41 résistants au feu bactérien.
Le M.7, tolérant au feu bactérien, est toujours utilisé particulièrement pour les pommiers colonnaires.
Plus tard,  7 autres types de porte-greffes furent ajoutés aux neuf premiers, mais la plupart ont aujourd'hui disparu du commerce excepté le M.XVI (M.16).
| Porte-greffe  | Origines et commentaires      | Vigueur - Résistances                                                                   | Formes - Dimensions | Récolte après                          |
| ------------- | ----------------------------- | --------------------------------------------------------------------------------------- | ------------------- | -------------------------------------- |
| M.X (M.10)    | sans nom, d'origine allemande | très vigoureux                                                                          | -                   | mise à fruit exceptionnellement longue |
| M.XI (M.11)   | anciennement "Doucin vert"    | très vigoureux, sensible au puceron lanigère et à la gale en couronne                   | -                   | -                                      |
| M.XII (M.12)  | sans nom                      | extrêmement vigoureux, le plus vigoureux de la série.                                   | -                   | -                                      |
| M.XIII (M.13) | sans nom                      | très vigoureux, très sensible à la sécheresse                                           | -                   | -                                      |
| M.XIV (M.14)  | sans nom, d'origine allemande | Assez vigoureux, sensible au puceron lanigère                                           | -                   | -                                      |
| M.XV (M.15)   | sans nom, d'origine allemande | un peu moins vigoureux que M.13 et M.14                                                 | -                   | -                                      |
| M.XVI (M.16)  | Ketziner ideal                | très vigoureux, plus vigoureux que le pommier franc, assez sensible au puceron lanigère | -                   | -                                      |

Le centre d'East Malling a ensuite travaillé sur trois autres porte-greffes nommés M.17, M.18 et M.19 mais il semble qu'ils n'aient jamais été commercialisés
En 1917, un second centre de recherches, le "John Innes Horticultural Institute of Merton" près de Londres, se joignit au centre de East Malling pour créer de nouveaux porte-greffes. Leurs efforts, principalement orientés pour trouver des porte-greffes résistants au puceron lanigère, ont donné naissance à deux séries de clones. La première fut nommée Merton Immune series (MI) M.I. 778-793 (1930),issue du croisement de Northern Spy et de M.II (M.2), la seule encore commercialisée et communément appelée Merton 793.
| Porte-greffe | Origines et commentaires | Vigueur        | Largeur - Hauteur | Récolte après |
| ------------ | --- | -------------- | ----------------- | ------------- |
| M25          | M.2 × Northern Spy (1920s). Modérément sensible au puceron lanigère.                                                                          | Très vigoureux | -                 | -             |
| M26          | M.16 x M.9 (1929). Sensible au feu bactérien. Modérément sensible au puceron lanigère. Nécessite un tuteurage car il produit peu de racines.  | nain modéré    | 2 mètres          | 3 ans         |
| M27          | M.13 × M.9 (1929). Nécessite peu de place mais donne peu de fruits. A besoin d'un sol très fertile et d'être toujours maintenu par un tuteur. | très nain      | 1 mètre           | 1 an          |

De nombreux dérivés de ces différents porte-greffes sont ensuite créés comme le Pillnitzer Supporter 4 (Pi.80), un croisement M.9 x M.4 créé en 1921 à Pillnitz en Allemagne. Il est comparable au M.26 mais donne une récolte 50 % plus abondante. Environ 15 % plus grand qu'un M.7, des essais avec McIntosh ont donné une récolte deux fois plus importante. De plus, il se marcotte extrêmement facilement, ce qui facilite sa multiplication. Son seul défaut est d'être très sensible au feu bactérien.

## Série Malling-Merton
La seconde série fut nommée "Malling-Merton" (M.M.) en 1952 et numérotée de M.M. 101 à 115. La résistance au puceron lanigère fut obtenue en croisant les porte-greffes avec la variété 'Northern Spy'.
Entre 1950 et 1970, deux séries furent créées en éliminant par la chaleur les virus présents dans les premières séries. La première série fut nommée EM et les suivantes EMLA (East Malling-Long Ashton) series. Ces séries sans virus devinrent un peu plus vigoureuses que leurs prédécesseurs "infectés" et donnèrent des arbres plus grands, ce qui compliquait le travail des arboriculteurs. C'est la raison pour laquelle les MM.106 et MM.111 sont toujours utilisés aujourd'hui.
| Porte-greffe | Origines et commentaires | Vigueur                            | Largeur - Hauteur | Récolte après                          |
| ------------ | --- | ---------------------------------- | ----------------- | -------------------------------------- |
| MM104        | M.2 x Northern Spy. Bon ancrage mais craint l'humidité et est sensible à l'asphyxie racinaire. | Vigoureux.                         | -                 | Mise à fruit rapide malgré sa vigueur. |
| MM106        | M.1 x Northern Spy (1920s). Résistant au puceron lanigère mais sensible à la sécheresse et à la pourriture racinaire. Conçu pour les vergers industriels, ce porte-greffe a une durée de vie fructifère courte ne dépassant pas une vingtaine d'années. Il s'adapte toutefois bien aux sols pauvres. | Modérément vigoureux               | 3 à 4 mètres      | 3 à 4 ans                              |
| MM109        | M.2 x Northern Spy. Ancrage insuffisant en terre légère. Craint l'humidité hivernale. | Très vigoureux mais peu productif. | -                 | -                                      |
| MM111        | Merton 793 x Northern Spy (1920s). Production de fruits abondante. Résistant au puceron lanigère et à la sécheresse. | Vigoureux                          | 4 à 5 mètres      | 5 ans                                  |

Développé depuis 1965, le M116 (MM106 x M27) est disponible à l'exploitation depuis 2001. Ce porte-greffe a le gros avantage d'être résistant au puceron lanigère et au phytophthora.

## Nouveau classement
Pour simplifier les appellations de porte-greffes, l'université Cornell situé à Geneva dans l'État de New York a classé ses porte-greffes par ordre de taille :
- 1 : M.27, très nain,
- 3 : M.9, nain,
- 4 : M.26,
- 5 : entre M.26 et M.7,
- 6 : M.7,
- 7 : MM.106,
- 8 : MM.111,
- 10 : Semis.

Les porte-greffes CG (pour Cornell Geneva) 4202 et CG 4210 semblent être les plus prometteurs
Les porte-greffes du genre M9 sont aujourd'hui obsolètes et remplacés par le G.41 résistant au feu bactérien et à la pourriture du collet. Le Geneva 41 provient du croisement Malus domestica "Malling 27" x Malus robusta "Robusta 5".